# فيكتور أكسلرود
فيكتور أكسلرود (بالإنجليزية: Victor Axelrod)‏ هو منتج أسطوانات وملحن وموسيقي أمريكي، ولد في 1972 في بروكلين في الولايات المتحدة.

## روابط خارجية
- فيكتور أكسلرود على موقع IMDb (الإنجليزية)
- فيكتور أكسلرود على موقع ميوزك برينز (الإنجليزية)
- فيكتور أكسلرود على موقع ديسكوغز (الإنجليزية)